# 柳生一義
柳生一義（日语：／，1865年1月9日—1920年1月20日），舊名庸府，日本尾張國名古屋（今愛知縣名古屋市）人，銀行家，日本名家柳生氏出身。柳生在1899年擔任台灣銀行第一任副頭取（副總裁），因而來台，後於1901年擔任頭取，1916年卸任。

## 生平

### 早年經歷
柳生一義原籍東京市牛込區若松町，在元治元年（1864年）和曆12月12日出生於尾張國名古屋，是名古屋人柳生房義長男，亦為劍道家柳生利嚴的子孫。幼年時品學兼優，有「神童」之稱。11歲時被託付給前田亨，進入近藤私塾就讀。之後柳生房義擔任大阪鎮台，柳生一義隨其父搬到大阪，就讀於大阪英語學校，在英語學校中認識了後來的台灣銀行第一任頭取（總裁）添田壽一 。1881年進入大學預備科，但途中因病休學一年。1891年進入東京帝國大學法科大學就讀，同年7月從政治科畢業，獲取法學士學位。畢業之後在大藏省工作2年，後通過高等文官考試，先後擔任陸軍省參事官、臨時台灣電信建設部事務官、臨時臺灣燈標建設部事務官、法制局參事官、製鐵所事務官、農商務省參事官、通信事務官、橫濱郵便電信局長等職。

### 台銀生涯

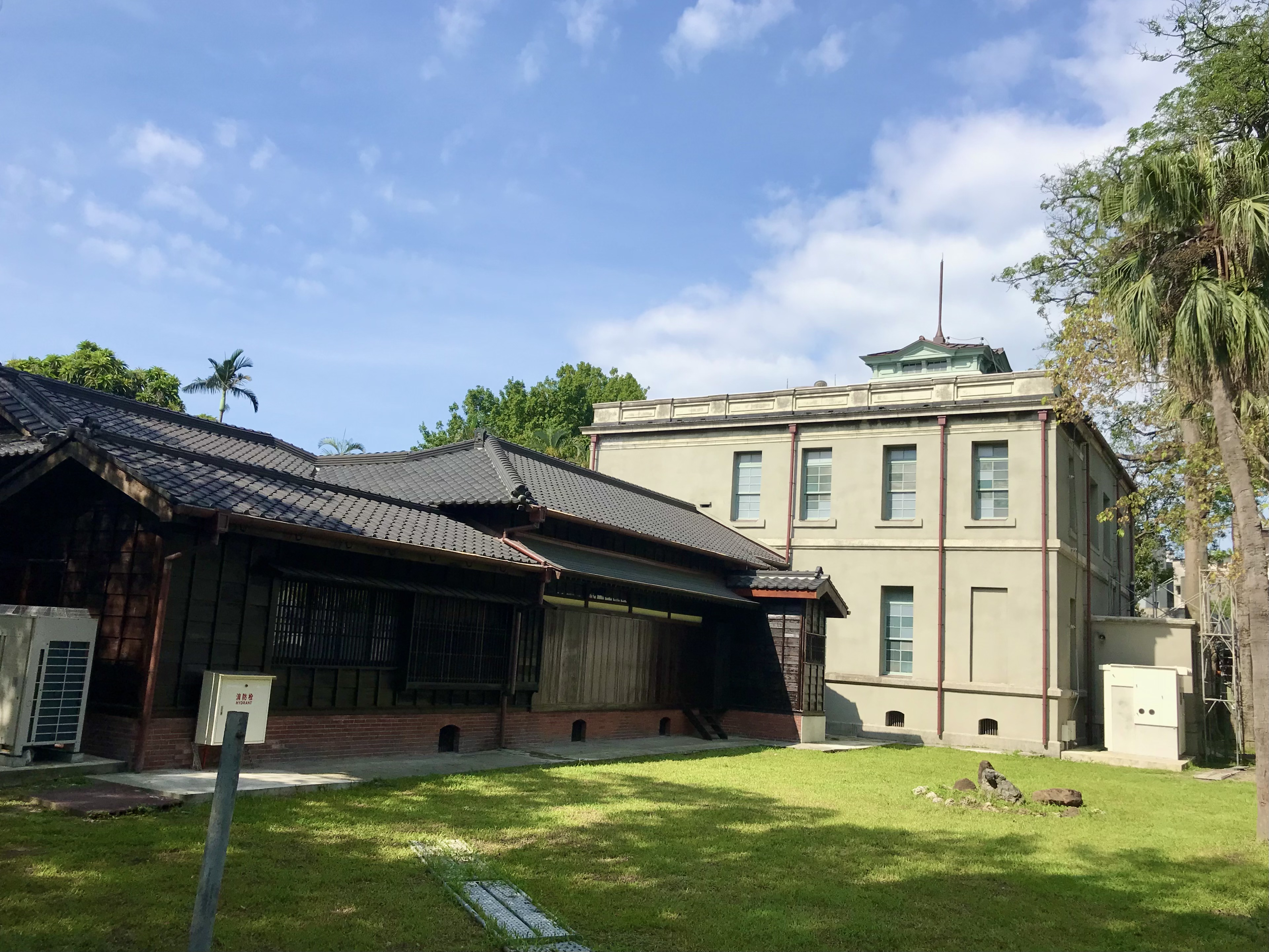
柳生擔任副頭取時所居住的官舍，後來成為嚴家淦故居，2010年獲指定為國定古蹟

1899年4月，柳生受到添田的推薦，擔任台灣銀行創立委員，同年6月台銀成立，被推選為副頭取，因而來台。

#### 當選頭取與幣制改革
1901年11月22日，柳生當選台灣銀行頭取，任內致力推動幣制改革。當時，日本國內的幣制從銀本位制改為金本位制，但台灣銀行券仍然使用銀劵。柳生屢次請求大藏省修改幣制，並於1903年向大藏省提交一項修改幣制的法案——「台灣銀行法改正案」。正當大藏省決定提交這項法案時，台灣總督府便開始著手實施金本位制並發行金券，而台灣銀行也在金券發行時，將金銀過渡時期的店家營運方針告訴給台灣各大商家。

#### 地租改革
台灣傳統的土地制度是一田二主制，大地主會將土地租給小地主並收取大租，小地主則向佃農收取小租。台灣日治時期，總督府廢止大租權，改發放「大租補償金」給地主。台銀使用公債發放大租補補償金，並與總督府協商，以公債作為抵押，進行高價購買和低息貸款。

#### 赴歐美視察
柳生為擴大金融控制，決定要讓台銀在中國和南洋開設支店（分行），並在1908年赴歐美視察。其加入大藏官阪谷芳郎的渡歐團，先後訪問美國、英國、歐洲、比利時等地，在回國途中順便到滿州和華南各地視察，翌年2月回國。赴歐美視察後，柳生即對南方地區產生興趣。

#### 向海內外拓展分行
除上述之幣制改革和地租改革之外，柳生亦極力擴大台銀在台灣島內及海外的支店數量。台銀在當時不僅只在台灣發展業務，還同時扮演日本南進政策中的金融資助者腳色，是日本資本在華南和南洋從事商業貿易的金融機構。因此，柳生一義全力將台灣銀行的業務向海外擴張，也與中國建立融資關係。截至1910年代末，台銀的分行在台灣總共開了15間，日本5間，海外14間。1910年以前在海外設立的分行大多集中在華南一帶，1910年代所設立的海外分行則擴展到華中和南洋，1914年，台銀甚至在英國倫敦設立分行。
1911年，台灣適用日本貨幣法後，柳生提出「圓銀流布」政策。此政策主張，如果想進入南方金融市場，一定要讓日本銀行流入當地，台灣銀行再代辦兌換日銀支票，藉此統一華南貨幣。
1915年11月，柳生成立華僑銀行，並表示：「日華兩國人民習俗相同，能共同投資豐富的資金，創立以南洋全域為營業範圍，並連繫華南、日本兩地金融的大型華僑銀行」。但華僑銀行案在柳生任內沒有實行，而是由後任的台灣銀行頭取繼續辦理。

### 從台銀退休
1915年，柳生因參加父親的葬禮而返回東京，途中去了一趟大藏省，向其提出辭職請求。離台後，柳生曾被朝鮮銀行、東亞興業、日本興行銀行等企業招聘，也有人提議他應轉向政治方面發展。其最後加入日本郵船株式會社擔任取締役。1916年1月24日，柳生卸任台灣銀行頭取一職，1919年初擔任華僑銀行顧問。同年其患上重病，翌年1月20日過世。

## 事蹟
- 1909年6月，柳生一義和台灣民政長官大島久滿次一同前往板橋林家遊說，希望林家投資糖業，林家便於同年6月15日設立「林本源製糖合股會社」[9]。但會社剛成立沒多久即受到水災影響，資金匱乏[10]。之後林家家人與柳生商量，其提議將會社改組為株式會社，林家隨即在1913年2月20日設立「林本源製糖株式會社（日语：林本源製糖）」[10]。
- 1913年，柳生一義出資於東京牛込建立柳生新陰流道場「碧榕館」[11]。

## 紀念

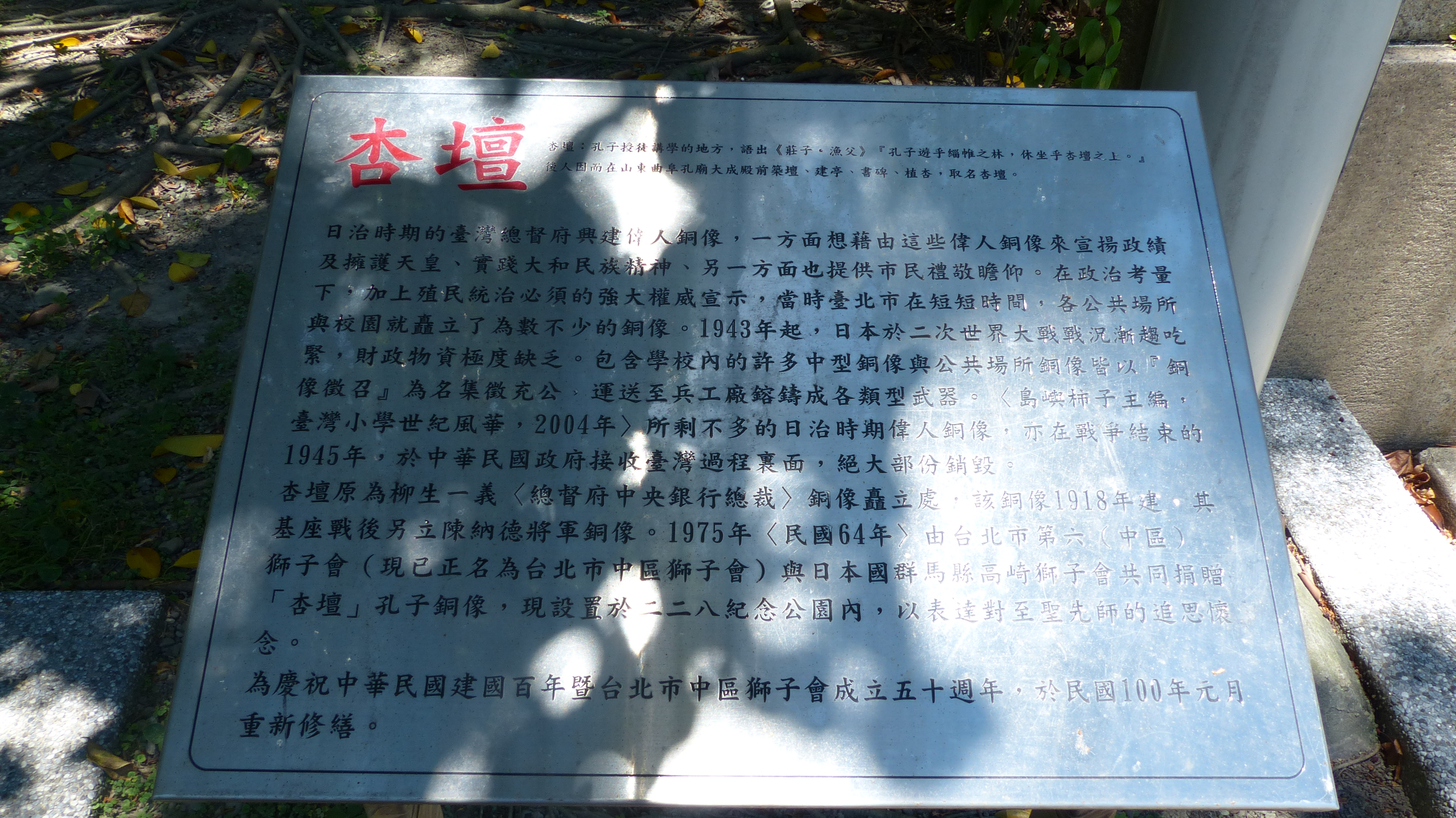
原銅像處歷史解說牌

台北二二八紀念公園內原有一尊柳生一義的銅像。該銅像由木村匡等120餘人發起設立，板橋林家成員林熊徵與三房林鶴壽亦曾參與發起。銅像由建築師森山松之助所設計，須田速人、齋藤成美鑄造，1918年6月開工，9月竣工，29日舉行除幕式。1975年2月18日由臺北市第六（中區）國際獅子會與日本高崎市國際獅子會重新改立孔子雕像，不過原銅像的基座仍在。